# Kuhlia
Kuhlia è un genere di pesci ossei, unico genere della famiglia Kuhliidae dell'ordine Perciformes. Comprende in prevalenza specie marine ma anche alcune diffuse nelle acque lagunari e dolci,

## Distribuzione e habitat
Distribuiti principalmente nelle parti tropicali degli oceani Indiano e Pacifico, dal Madagascar alle Hawaii.

## Descrizione
Sono pesci di medie-grosse dimensioni (da 20 a 50 cm) con corpo allungato, ventre tondeggiante, occhi grandi e pinna dorsale munita di circa 10 spine, mentre quella anale di spine ne ha 3. Gli opercoli branchiali sono anch'essi muniti di una spina per lato. La livrea è argentea, con alcune macchie nere o bianche a seconda della specie.

Vivono in banchi che di notte si disperdono per alimentarsi.

## Etimologia
I primi pesci furono scoperti agli inizi del XIX secolo e lo scienziato Heinrich Kuhl battezzò la nuova famiglia Gekkonidae, senza sapere che questo nome apparteneva già ad una famiglia di lucertole. Successivamente le specie e l'intera famiglia venne battezzata con i nomi attuali proprio in onore dello scienziato che per primo si occupò di classificare tutte le specie della famiglia. Nei paesi anglosassoni questi pesci sono conosciuti come Flagtail (Pinna bandiera) o col nome hawahiano Aholehole.

## Biologia
Gregari. Sono notturni.

### Alimentazione
Si cibano di crostacei che cacciano in acque libere.

### Riproduzione
I giovanili stazionano nelle pozze di marea.

## Tassonomia

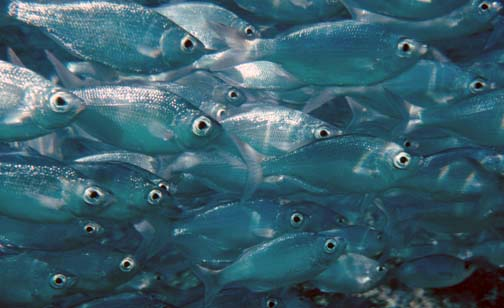
Kuhlia sandvicensis

Il genere comprende le seguenti specie
- Kuhlia caudavittata (Lacepède, 1802)
- Kuhlia malo (Valenciennes, 1831)
- Kuhlia marginata (Cuvier, 1829)
- Kuhlia mugil (Forster, 1801)
- Kuhlia munda (De Vis, 1884)
- Kuhlia nutabunda Kendall & Radcliffe, 1912
- Kuhlia petiti Schultz, 1943
- Kuhlia rupestris (Lacepède, 1802)
- Kuhlia salelea Schultz, 1943
- Kuhlia sandvicensis (Steindachner, 1876)
- Kuhlia sauvagii Regan, 1913
- Kuhlia xenura (Jordan & Gilbert, 1882)

## Acquariofilia
Alcune specie sono pescate per l'alimentazione, altre riscuotono interesse negli acquari pubblici.